# فيضان البحيرة الجليدية المتفجر

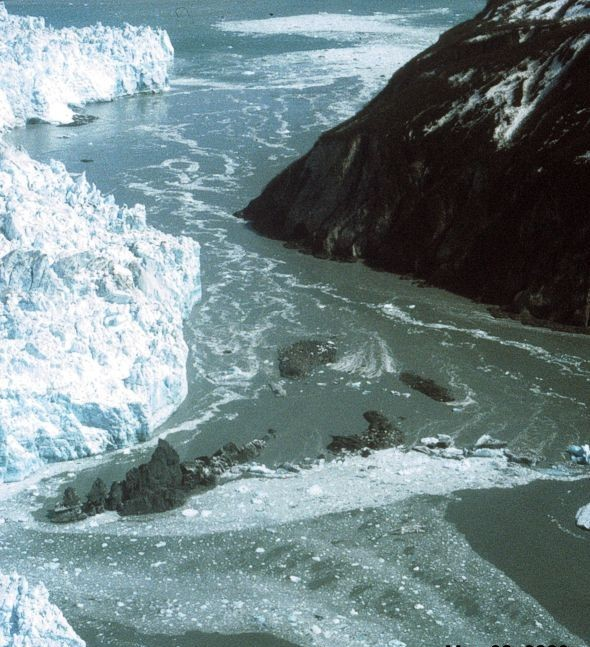
فيضان

فيضان البحيرة الجليدية المتفجر (GLOF) هو نوع من الفيضانات المتفجرة الذي يحدث عندما يفشل السد على احتواء بحيرة جليدية. يحدث فيضان انفجار البحيرة الجليدية عندما تكون مياه ذوبان الجليد متجمعة وراء سد جليدي أو سد من ركام حمله نهر جليدي ويتكسر هذا السد. حيث يُطلق على الجسم المائي المحتوي النهر الجليدي. يمكن أن يحدث الانفجار بسبب التآكل، أو تراكم ضغط المياه، أو انهيار جليدي من الصخور أو الثلوج الكثيفة، أو الزلازل أو البرد، أو الانفجارات البركانية تحت الجليد، أو في حالة انهيار جزء كبير بما فيه الكفاية من الأنهار الجليدية وإزاحة المياه بكميات كبيرة في البحيرة الجليدية في قاعدتها.
زيادة ذوبان الأنهار الجليدية بسبب تغير المناخ، جنبًا إلى جنب مع التأثيرات البيئية الأخرى لتبعات الاحتباس الحراري (مثل ذوبان التربة الصقيعية) يعني أن المناطق التي بها أنهار جليدية من المحتمل أن تشهد زيادة في مخاطر فيضانات البحيرة الجليدية المتفجر. وهذا صحيح بشكل خاص في جبال الهيمالايا حيث تكون الجيولوجيا أكثر نشاطًا.